# Coptocephala trinotata
Coptocephala trinotata is een keversoort uit de familie bladkevers (Chrysomelidae). De wetenschappelijke naam van de soort werd in 2005 gepubliceerd door Medvedev & Beenen.